# Ukraińskie Towarzystwo Pomocy Emigrantom z Wielkiej Ukrainy
Ukraińskie Towarzystwo Pomocy Emigrantom z Wielkiej Ukrainy (ukr. Українське товариство допомоги емігрантам з Великої України) – ukraińska organizacja pomocowa, działająca we Lwowie w latach 1921–1939.
Towarzystwo organizowało akcję pomocową (materialną, prawną, medyczną, kulturalno-oświatową) dla emigracji z Ukrainy Naddnieprzańskiej, a potem z USRR. Organizowało warsztaty, spółdzielnie, prowadziło koncerty. Posiadało oddziały w Warszawie, Kaliszu i Częstochowie.
Głównymi działaczami Towarzystwa byli: Wołodymyr Doroszenko, Łeonid Biłeckyj, Marija Doncowa, Petro Chołodnyj, Stepan Fedak, Ilja Kokorudz.

## Literatura
- Encyklopedia ukrainosnawstwa, t. 9